# Code noir
Pour les articles homonymes, voir Code noir (homonymie).
Lire en ligne

Gallica : Texte de la 2de version
Wikisource : 1re version (1685) (orthographe modernisée), 2de version (1724)

Édit du 3 juillet 1315
Abolition de l'esclavage en France métropolitaine à l'initiative du roi Louis X Décret du 29 août 1793
Abolition locale de l'esclavage à Saint-Domingue à l'initiative de Léger-Félicité Sonthonax
Le Code noir ou Code Noir est le titre qui a été donné à l’ordonnance royale de Louis XIV ou Édit royal de mars 1685 touchant la police des îles de l'Amérique française, puis aux édits similaires de 1723 sur les Mascareignes et de 1724 sur la Louisiane, et enfin, à partir du milieu du XVIIIe siècle, aux recueils de textes juridiques relatifs aux colonies françaises. Le Code noir vise notamment à favoriser la culture de la canne à sucre, qui se développe alors dans les Antilles, sans aucune législation concernant les esclaves. Sous Louis XIII, Richelieu avait encouragé la traite au motif qu'elle était déjà en usage dans plusieurs monarchies européennes.
Par cette ordonnance, Louis XIV légifère notamment sur la condition des esclaves, alors présents dans les îles du sud de l'Amérique française, et officialise ou édicte un certain nombre de pratiques : les dimanches et fêtes chrétiennes seront obligatoirement chômés ; une nourriture suffisante est exigée, de même pour l'habillement ; interdiction de séparer les époux et les enfants lors d'une vente ; la torture est interdite ; les abus sexuels interdits ; les maîtres ne peuvent tuer leurs esclaves ; et des limites sont fixées aux châtiments corporels (qui sont alors les mêmes qu’en métropole, comme pour toute personne non noble,).
Cependant, en l’espace d’un siècle, toutes ces règles ne seront pas respectées par certains propriétaires. Et indépendamment de ces conditions, la privation de liberté, et l'arrachement aux pays d'origines, laisseront des souvenirs douloureux, qui hantent encore les mémoires au XXIe siècle.
Autre point de la législation, les Juifs sont expulsés des Antilles, le roi ne souhaitant, à cette période de son règne, qu'une seule religion sur toutes les terres appartenant au royaume de France.
Le Code noir est un des symboles forts de la traite occidentale, car l’ordonnance a contribué à développer, avec les autres puissances européennes, le commerce triangulaire qui sera considérable au XVIIIe siècle. Il faudra attendre plusieurs décennies, avant que les abolitions de l’esclavage voient de nouveau le jour à l’Époque moderne, parfois de façon progressive, avec notamment le Portugal en 1761, et la France à partir de la Révolution française.

## Historique
L'appellation Code noir apparaît, sous la Régence de Philippe d'Orléans dont le ministre était John Law, pour désigner d'abord en 1712 un recueil comportant deux textes[réf. nécessaire] : les ordonnances de Louis XIV datées de mars et d'août 1685, l'une réglementant la condition des esclaves noirs dans les Îles françaises d'Amérique, l'autre établissant un Conseil souverain dans l'ile de Saint-Domingue. Ensuite, à partir de 1723, deux textes supplémentaires étendent ce statut aux Mascareignes et à la Louisiane.
Le premier texte est l'ordonnance rédigée par le secrétaire d'État à la Marine Marquis de Seignelay (1651-1690), fils du ministre Colbert, et promulguée en mars de 1685 par le roi Louis XIV sous le titre: « Ordonnance ou édit de mars 1685 sur les esclaves des îles de l'Amérique ». Un seul manuscrit de ce texte est actuellement connu, il est conservé aux Archives nationales d'outre-mer. Son rédacteur s'est appuyé sur deux mémoires qui avaient été rédigés par les intendants successifs des Îles d'Amérique et qui ont été conservés, l'un de 1682, l'autre de 1683 qui est plus complet, rédigés respectivement par les intendants Jean-Baptiste Patoulet, premier intendant des îles d'Amérique, puis son successeur Michel Bégon, qui siègent en Martinique bien que les mémoires soient signés à Saint-Christophe, première colonie française fondée aux Antilles et premier siège du gouvernement général. Les rapports entre ces mémoires et le texte de l'ordonnance de mars 1685 ont été mis en lumière et étudiés par l'historien Vernon Palmer dans les années 1990.
Le second et le troisième textes concernent respectivement les Mascareignes et la Louisiane : ils sont rédigés sous la régence de Philippe d'Orléans, promulgués aux mois de décembre 1723 puis de mars 1724 par le roi Louis XV, alors âgé de treize ans. Le contenu juridique et la numérotation des articles ont été en partie modifiés par rapport à ceux de l'Édit de mars 1685. C'est sous la Régence que les premières autorisations royales pour pratiquer la traite d'esclaves ont été données à des armateurs de ports français.
À partir du milieu du XVIIIe siècle, l'expression Code noir est utilisée par des éditeurs, comme les Libraires associés et Prault, pour désigner non pas seulement des édits, mais des recueils de textes juridiques applicables aux colonies françaises. Ces recueils regroupent, autour de l'ordonnance ou édit de mars 1685, les lois, décisions royales, textes juridiques élaborés par le pouvoir royal pour les colonies et relatifs au gouvernement, à l'administration et à la condition des esclaves des pays du domaine colonial de la France entre 1685 et la fin de l'Ancien Régime. Évoluant dans le temps et pour chaque colonie, ces textes précisent le statut civil et pénal des esclaves, ainsi que les relations entre les esclaves et leurs maîtres. À travers ces recueils, se lisent les évolutions de la condition juridique des esclaves dans les colonies du royaume de France avant le décret d'abolition de l'esclavage du 4 février 1794.

## Contenu de l'ordonnance de mars 1685 (renommée code noir dans l'édition de 1718)
Le préambule fait apparaître la notion d' « esclave » comme un fait, sans en donner ni l'origine, ni la légitimation.
L’avant projet du code noir est décomposé en plusieurs chapitres qui ont été conservés mais dans un ordre différent pour la version finale : « De la Religion » (onze articles) ; « De la nourriture, vestement, et conservation des Esclaves » (six articles) ; « De la Police » (six articles) ; « Des crimes, peines et chastiments » (seize articles) ; « Des témoignages, des donnations, successions et actions des Esclaves » (trois articles) ; « Des saisies des Esclaves et de leur qualité mobiliaire » (six articles) ; « De la liberté accordée aux Esclaves » (quatre articles). »
« Les articles 5, 7, 8, 18 et 25 (…) n'ont pas été repris dans la version de 1724 ».

### Religion
L'article premier enjoint de chasser des colonies « les juifs qui y ont établi leur résidence », présentés comme « ennemis déclarés du nom chrétien », ce dans un délai de trois mois sous « peine de confiscation de corps et de biens ».
Les juifs antillais visés par le Code Noir seraient majoritairement « les descendants des familles d'origine portugaise et espagnole qui avaient résidé dans la colonie hollandaise du Pernambouc au Brésil »
Les rédacteurs du code estiment que les Noirs sont des personnes humaines, dotées d'une âme et susceptibles de salut ; ils encouragent à baptiser les esclaves, à les instruire et à leur fournir une éducation dans le respect de la religion catholique apostolique et romaine (article 2).
Les esclaves ont le droit de se marier (articles 10 et 11) si le maître le leur permet, et d'avoir une sépulture normale dans les cimetières s'ils sont baptisés (article 14).
Le code interdit aux esclaves tout exercice public d'autre religion que la religion catholique, apostolique et romaine (article 3) et interdit notamment la pratique de la foi protestante (article 5).
Le code interdit aux maîtres de pratiquer ou d'autoriser des relations adultères avec leurs esclaves, et prévoit des amendes importantes de deux mille livres de sucre, en plus de la confiscation de la propriété des enfants et de leurs mères. Par ailleurs il exhorte l'homme libre à épouser dans les formes observées par l'Église l'esclave, qui sera affranchie et leurs enfants rendus libres et légitimes(article 9).
Les dispositions concernant les enfants se répartissent en plusieurs catégories :
1. Le maître « qui n’était point marié à une autre personne durant son concubinage avec son esclave, épousera dans les formes observées par l’Église ladite Esclave, qui sera affranchie par ce moyen, & les enfants rendus libres & légitimes » (article 9 du code de 1685).
2. Un enfant né de parents esclaves devient à son tour esclave, selon l'article 12.
3. L'article 13 précise que « Si le mari esclave a épousé une femme libre, les enfants tant mâles que filles suivent la condition de leur mère, et que si le père est libre et la mère esclave, les enfants soient esclaves pareillement ».

### Police
Les esclaves ne doivent pas vendre de canne à sucre, même avec la permission de leurs maîtres (article 18). Ils ne doivent vendre aucune autre marchandise sans la permission de leurs maîtres (article 19, article 20).
Ils ont le droit d’avoir un pécule si le maître le leur permet mais qui reste la propriété du maître et n’est pas transmissible par succession à d’autres esclaves (article 19, article 28, article 29).
Ils ne doivent pas porter d'armes, sauf à des fins de chasse et avec la permission de leurs maîtres (article 15).
Les esclaves appartenant à différents maîtres ne doivent à aucun moment se rassembler en aucune circonstance (article 16).
Ils peuvent témoigner mais uniquement pour information (art. 30–32).

### Logement, nourriture et vêtements
Le texte oblige le maître à nourrir et à vêtir ses esclaves (article 22), et il interdit (article 24) aux esclaves de cultiver pour leur propre compte un lopin de terre.
Les maîtres sont contraints de nourrir et vêtir leurs esclaves et de leur donner par chaque semaine [...] deux pots et demi de farine de manioc (article 22) ainsi que deux habits de toile par an (article 25).
Les esclaves qui ne seront pas nourris, vêtus et entretenus peuvent déposer un mémoire auprès du procureur qui poursuivra leur maître "sans frais pour les crieries et traitements barbares des maîtres envers leurs esclaves" (article 26).
Les esclaves ont le droit de continuer à être logés et nourris gratuitement lorsqu'ils deviennent vieux ou invalides (article 27). Cet article tente de fournir un minimum de protection à l'esclave, notamment en cas de vieillesse ou de maladie. Il semble que l'abandon pur et simple d'un esclave vieux ou malade restera toutefois la règle, et une seule condamnation a été recensée, d'après Louis Sala-Molins, citant Peytraud.

### Statut et incapacité
Selon le Code noir, l’esclave est assimilé aux meubles insaisissables (art. 44), tout en le reconnaissant responsable sur le plan criminel (art. 32), alors que de son côté, l’article 48 édicte que, par exception au principe de l'article 44, ils peuvent être atteints en cas de saisie réelle. Si la nature humaine de l’esclave lui confère certains droits, il n’a pas de véritable personnalité civile avant les réformes adoptées sous la monarchie de Juillet (1830-1848). Cela tient au fait, selon Frédéric Charlin, que la personnalité juridique est, dans l’ancien droit, dissociable de l’humanité. En fait, l'étude précise du statut de l'esclave conduit à distinguer — en pratique — l'esclave « de jardin » ou « de culture » c'est-à-dire la force de production et de travail, des autres esclaves (ceux de la maisonnée), au point qu'avant la promulgation du code noir les esclaves autres que de culture étaient qualifiés de biens immeubles par destination. Cette qualification de bien meuble par l'article 44 ne s'est pas faite sans hésitation, ni réticence des juridictions locales, au point qu'il a fallu qu'un arrêt du Conseil du Roi du 22 août 1687 prenne position sur ce statut du fait des règles de succession applicables aux esclaves. Malgré la publication du Code civil et sa promulgation partielle aux Antilles, le rétablissement de l'esclavage en 1802 conduit à reprendre les dispositions du Code noir . Sous la Monarchie de Juillet, l'esclave dispose de la personnalité civile tout en étant un « immeuble par destination », selon la classification du code civil, c'est-à-dire attaché à la terre et au fonds.
Le statut de l'esclave du code noir se distingue de celui du serf, principalement du fait qu'un serf ne s'achète pas. Pour Messailloux, c’est le mode de reproduction qui distingue l’esclavage du servage (lequel conditionne leur statut) : « les serfs ne s’achètent pas sur le marché, ils se reproduisent par croît démographique ». Alors qu'un esclave, en droit romain et selon le Digeste, peut se vendre, se donner et se transmettre valablement dans une succession ou à titre de legs, tel n'est pas le cas d'un serf. De même, contrairement au servage, en droit romain l'esclave est un objet de propriété, qui est possédé, usucapé, peut être constitué en usufruit ou faire l'objet d'un gage. Plus généralement, l'esclave dispose d'une capacité juridique beaucoup plus restreinte que celle des serfs du Moyen Âge (article 31). Cela tient au fait que le serf est reconnu comme une personne disposant de droits, et non comme une chose (res), même si l'esclave reste un être humain. En d'autres termes, et selon P. Samuel dans sa thèse sur l'esclavage, "l’esclave est à la fois une personne dans son sens naturel et une chose dans son sens juridique civil".
Le Code noir prévoit que les esclaves ont la possibilité de se plaindre auprès des juges locaux en cas d'excès ou de mauvais traitements (article 26), mais leurs témoignages sont considérés comme peu fiables (article 30), comme celui de tous les mineurs et des domestiques.
Le Code noir impose l'autorisation du maître si deux personnes réduites en esclavage souhaitent se marier (article 10). Le maître ne peut pas imposer le mariage à deux personnes réduites en esclavage (article 11).

### Délits, peines et châtiments
Le Code noir permet les châtiments corporels pour les esclaves, y compris des mutilations comme le marquage au fer, ainsi que la peine de mort (articles 33-36, et article 38) : tout fugitif disparu pendant un mois (marronnage) aura les oreilles coupées et sera marqué d'une fleur de lys avant d'avoir le jarret coupé en cas de récidive, et condamné à mort à la deuxième récidive.
Il s'agit de la justice publique, royale. Le pouvoir disciplinaire domestique est plus limité, plus sévère que pour des domestiques, et moins que pour des soldats. Les maîtres, « lorsqu'ils croiront que leurs esclaves l'auront mérité », pourront seulement les faire enchaîner et battre au fouet (article 42). Ils ne peuvent ni torturer de leur propre chef, ni mettre à mort leurs esclaves (article 43).
La peine de mort est prévue pour avoir frappé son maître, sa femme ou ses enfants (article 33), mais aussi pour vol de cheval ou de vache (article 35, le vol domestique était aussi puni de mort en France), pour la troisième tentative d'évasion (article 38), ou pour réunion en cas de fréquentes récidives (article 16).
S'il est interdit au maître de maltraiter, de blesser ou de tuer ses esclaves, il possède néanmoins un pouvoir disciplinaire. article 42 : « Pourront seulement les maîtres, lorsqu'ils croiront que leurs esclaves l'auront mérité, les faire enchaîner et les faire battre de verges ou de cordes ».
L'article 43 s'adresse aux magistrats : « et de punir le meurtre selon l'atrocité des circonstances ; et en cas qu'il y ait lieu de l'absolution, permettons à nos officiers [...] ». Ainsi, les peines plus graves, l'amputation d'une oreille ou d'un « jarret » (article 38), le marquage au fer chaud de la fleur de lys et la mort sont prévues en cas de condamnation par une juridiction pénale, et appliquées par un magistrat, non par le maître lui-même. Concrètement, les condamnations des maîtres pour le meurtre ou la torture d'esclave seront très rares.

### Saisies et esclaves biens meubles
Du point de vue patrimonial du propriétaire, de sa succession et des saisies judiciaires, les esclaves sont considérés comme des biens meubles (article 44), c'est-à-dire qu'ils sont distincts du domaine foncier où ils vivent, ils peuvent en être détachés, ce qui n'était pas le cas des serfs. Mais ils ne peuvent pas être saisis par un créancier indépendamment du domaine, sauf pour le paiement de celui qui les a vendus (article 47).
Ils peuvent être achetés, vendus, donnés, comme des biens meubles. Ils sont propriétés du maître et n’ont pas de nom, ni d’état civil mais un matricule à partir de 1839 (un nom sera donné à chaque ancien esclave affranchi à la suite de l’abolition de 1848). Néanmoins, ils peuvent témoigner, avoir une sépulture (pour les baptisés), se plaindre et, avec l’accord du maître, avoir un pécule, se marier, etc. mais cette capacité juridique est plus restreinte que celle des enfants mineurs et des domestiques (article 30 et article 31). Les esclaves ne possèdent rien en propre, de plus ils ne peuvent rien léguer à leur famille et, à leur décès, tout reste propriété du maître (article 28).
Les époux esclaves et leurs enfants impubères ne peuvent pas être séparés lors d'une saisie ou d'une vente (article 47).

### Émancipation / affranchissement
Les esclaves peuvent être affranchis par leur propriétaire (article 55) et dans ce cas ils n'ont pas besoin de lettres de naturalisation pour être français, même s'ils sont nés à l'étranger (article 57).
Cependant, par la suite (dès le début du XVIIIe siècle), l'affranchissement nécessitera une autorisation ainsi qu'une taxe administrative, instituées par les administrateurs locaux et confirmées par l'édit du 24 octobre 1713 et l'ordonnance royale du 22 mai 1775.
L'affranchissement est de droit si les esclaves sont désignés légataires universels de leur maître (article 56).

## Territoires d'application

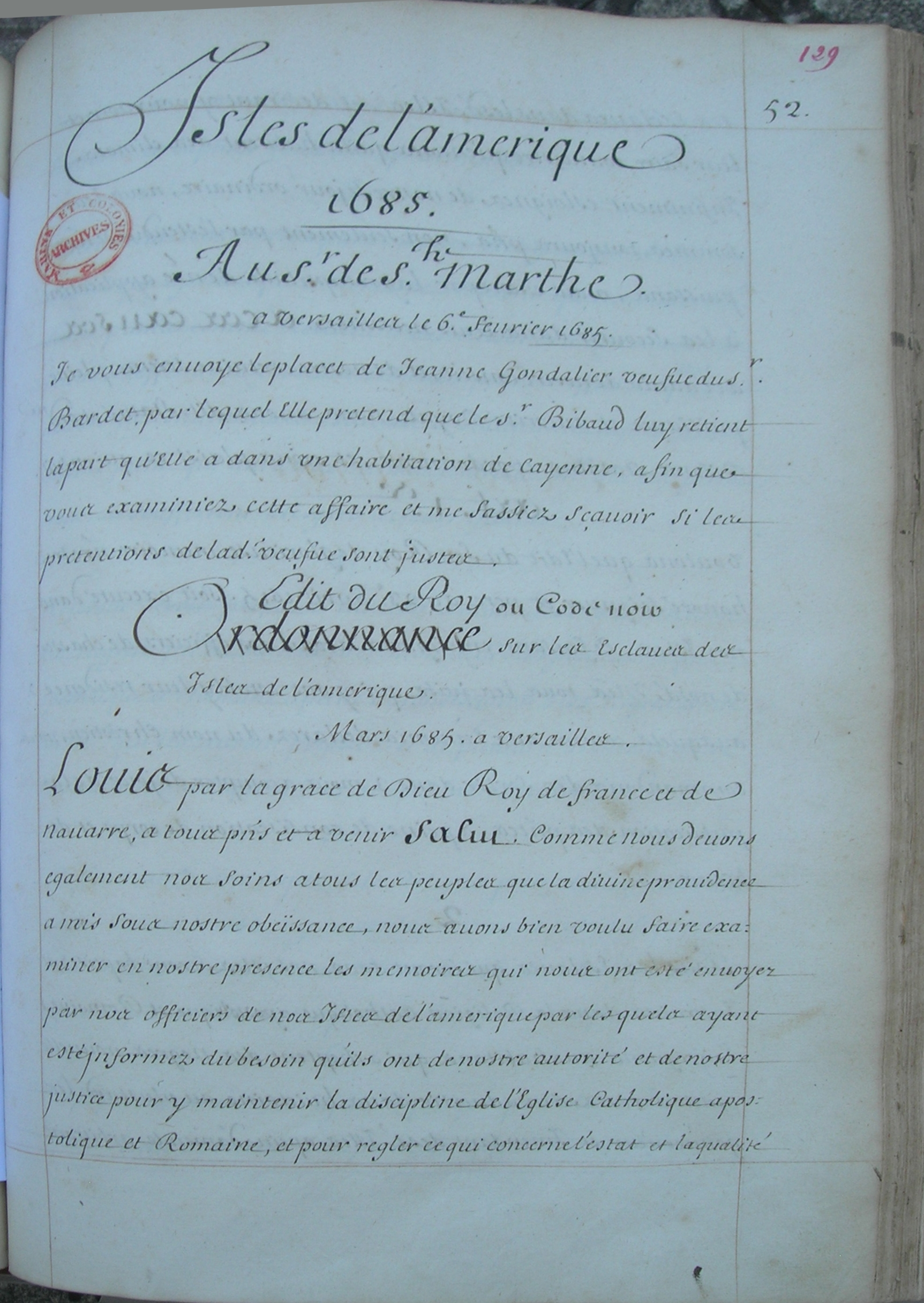
Manuscrit de l'Ordonnance royale, Edit du Roy ou Code noir de mars 1685 sur les esclaves des îles de l'Amérique française.

Se fondant sur la loi fondamentale qui dit que tout homme qui foule le sol français est libre, les différents parlements ont refusé d'enregistrer l'Ordonnance ou édit de mars 1685 qui ne l'a été que dans les colonies concernées : au Conseil souverain de la Martinique le 6 août 1685, puis devant celui de La Guadeloupe le 10 décembre de la même année, avant de l'être au Petit-Goâve devant celui de la partie française de la colonie de Saint-Domingue, le 6 mai 1687, avec des variantes parfois importantes dans le texte[réf. nécessaire], et enfin, devant celui de Cayenne en Guyane le 5 mai 1704. Le texte est également applicable à Saint-Christophe, mais la date de son enregistrement dans cette colonie n'est pas connue.
L'édit de décembre 1723 est enregistré et applicable aux Mascareignes  (la Réunion - île Bourbon à l'époque - et à l'île Maurice- Île de France à l’époque-), et son homologue de mars 1724 à la colonie et province de la Louisiane en 1724.
Le Code noir ne concerne pas le nord de la Nouvelle-France (actuel Canada) où s'applique le principe général du droit français qui veut que les populations indigènes des pays conquis ou revenus à la Couronne sont libres et régnicoles dès lors qu'elles sont baptisées. Les différentes coutumes locales indigènes ont été recueillies pour compléter la Coutume de Paris. Cependant, le 13 avril 1709, une ordonnance de l'intendant de Justice Raudot réglemente l'esclavage, reconnaissant de facto son existence sur le territoire. Sans s'étendre sur leur statut, qui est comparé à "une sorte d'engagement" qui est "très utile à cette colonie", elle proclame : « Les Panis et les nègres qui ont été achetés et qui le seront dans la suite, appartiendront en toute propriété à ceux qui les auront achetés, comme étant leurs esclaves »,,.

### Après la Révolution
La Déclaration des droits de l'homme et du citoyen de 1789 énonce le principe de l'égalité des droits à la naissance, mais sous l'influence des milieux financiers esclavagistes réunis au sein du Club de l'hôtel de Massiac, la Constituante et la Législative de 1791 décident que cette égalité ne s'applique qu'aux habitants de la métropole (où il n'y avait pas d'esclaves et où le servage avait été aboli depuis de nombreux siècles) et pas à ceux des territoires d'Amérique.
Après son abolition locale à Saint-Domingue en 1793, la Convention décrète, le 4 février 1794, l'abolition de l'esclavage dans toutes les colonies. Mais cette mesure n'est effective, outre Saint-Domingue, qu'en Guadeloupe et en Guyane, puisque la Martinique reste aux mains des Britanniques, et que les colons des Mascareignes s'opposent par la force à l'application du décret de 1794 lorsqu'il y est enfin envoyé en 1796.
Napoléon Bonaparte fait maintenir, par la loi du 20 mai 1802, l'esclavage dans les îles récupérées des Britanniques par le traité d'Amiens, spécialement la Martinique, ainsi qu'aux Mascareignes. Puis, il le rétablit en Guadeloupe (16 juillet 1802) et en Guyane (décembre 1802). L'esclavage n'est pas rétabli à Saint-Domingue en raison de la résistance victorieuse des Haïtiens contre le corps expéditionnaire envoyé par Bonaparte, ce qui aboutit à l'indépendance de la colonie sous le nom de « République d'Haïti », le 1er janvier 1804.
Le code noir « cohabite » dans les colonies pendant quarante-trois ans avec le Code civil. Cette cohabitation de deux textes — aux principes opposés — est de plus en plus difficile du fait du contrôle exercé par la Cour de cassation sur les motivations des arrêts des juridictions locales depuis les ordonnances de procédures civiles de 1827 et 1828. Selon Frédéric Charlin, « les deux décennies de la Monarchie de Juillet se caractérisent par une volonté politique [en Métropole] de rapprocher l’esclave d’un certain niveau d’humanité (...) [et une ] assimilation lente de l'esclave aux autres travailleurs de la société française à travers des valeurs morales et familiales ». La jurisprudence de la Cour de cassation sous la Monarchie de Juillet est marquée par une évolution qui conduit à reconnaitre une personnalité juridique de l'esclave. C'est dans ce cadre que la décennie 1820-1830 voit se développer un courant abolitionniste, mais plutôt sous forme d'une abolition graduelle avec en parallèle une amélioration du sort des esclaves.
La révolution de février 1848 et la création de la IIe République porte au pouvoir des abolitionnistes aussi résolus que Crémieux, Lamartine et Ledru-Rollin. L'un des premiers actes du Gouvernement provisoire de 1848 est d'établir une commission dont la tâche est de « préparer l'acte d'émancipation des esclaves dans les colonies de la République ». En moins de deux mois cette commission mène son œuvre à bien et présente au Gouvernement le décret qui est promulgué le 27 avril 1848.
L'esclavage des Noirs dans les colonies françaises est définitivement aboli le 4 mars 1848 et 27 avril 1848, grâce notamment à l'action de Victor Schoelcher, la traite négrière l'ayant été en 1815 lors du traité de Vienne.
L'article 8 du décret du 27 avril 1848 a pour effet d'étendre le bannissement de l'esclavage par la IIe République à tous les Français résidant dans des pays étrangers où la possession d'esclaves était permise, tout en leur octroyant un délai de trois ans pour se conformer à la nouvelle loi. En 1848 on dénombre environ 20 000 de ces Français au Brésil, à Cuba, à Puerto Rico et dans l'État de Louisiane dans le Sud des États-Unis, de loin la contrée où résident le plus de Français propriétaires d'esclaves, qui, malgré la cession du territoire aux États-Unis d'Amérique en 1803, ont gardé la nationalité française. La loi de 1848 interdit à tout Français, « d'acheter ou de vendre des esclaves, et de participer, soit directement, soit indirectement, à tout trafic ou exploitation de ce genre. » (article 8). L'application de ce texte n'est pas sans difficulté dans ces pays, et particulièrement en Louisiane.

## Le développement de l'esclavage dans les Antilles françaises

### L'origine du peuplement en esclaves

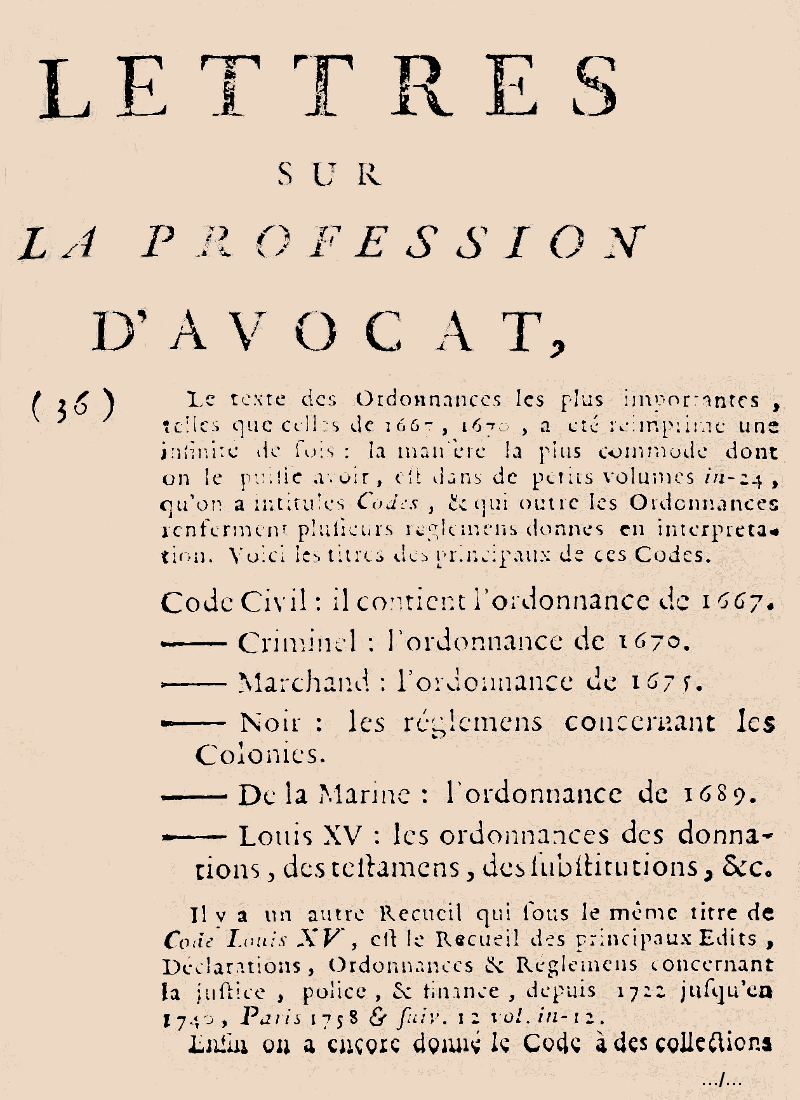
Code Noir, définition dans Armand-Gaston Camus, Lettres sur la profession d'avocat, 1772.

L'édit de 1685 vient combler un vide juridique, puisque l'esclavage est inconnu en France depuis plusieurs siècles, alors qu'il est devenu un fait, dans les îles françaises des Antilles depuis 1625 au moins. Le premier établissement officiel français dans les Antilles est la Compagnie de Saint Christophe et îles adjacentes, créée par Richelieu en 1626, et l'île de Saint-Christophe compte déjà, en 1635, 500 ou 600 esclaves, acquis essentiellement par la prise sur les Espagnols d'une cargaison d'esclaves, population accrue ensuite d'autres esclaves amenés de Guinée par des navires hollandais ou français. L'île étant trop peuplée, on entreprend la colonisation en Guadeloupe en 1635, avec des engagés de France, et en Martinique la même année, essentiellement avec 100 « vieux habitants » de Saint Christophe.
En Guadeloupe, l'introduction d'esclaves commence en 1641 avec l'importation par la Compagnie des Isles d'Amérique, alors propriétaire des îles, de 60 Noirs, puis en 1650, de 100 nouveaux. Mais c'est à partir de 1653-1654, avec l'arrivée dans les îles françaises, d'abord en Guadeloupe, de 50 Hollandais chassés du Brésil, qui emportent avec eux 1 200 esclaves nègres ou métis que le peuplement prend une ampleur significative. Ensuite, 300 personnes, comprenant surtout des familles Flamandes et un grand nombre d'esclaves, s'installent aussi en Martinique.
Leur arrivée concorde avec la seconde étape de la colonisation. Jusqu'alors tournée vers la culture du tabac et de l'indigo, la mise en valeur faisait davantage appel aux engagés qu'aux esclaves, tendance qui s'inverse vers 1660 avec le développement de la culture sucrière et des grandes propriétés.
L’État dès lors va prendre à cœur de favoriser la traite négrière, et d'écarter la traite étrangère, en particulier hollandaise. Il est indéniable que la traite négrière est pratiquée par la Compagnie des Indes, devenue propriétaire des îles, même si le commerce des esclaves n'est pas expressément mentionné dans l’Édit de 1664 qui la constitue, le mot traite désignant toute formes de traités de commerce, pas comme aujourd'hui uniquement le commerce d'esclaves. Malgré diverses mesures incitatives prises en 1670, 1671, 1672, la compagnie fait faillite en 1674, et les îles passent dans le domaine royal. Le monopole de la traite vers les îles françaises est établi en faveur de la Première compagnie d'Afrique ou du Sénégal en 1679, puis, pour renforcer l'offre insuffisante, est créée en 1685 la Compagnie de Guinée pour fournir annuellement aux îles 1 000 esclaves noirs supplémentaires, et, pour mettre un terme à « la disette de nègres », le roi lui-même affrétera un navire négrier vers le Cap-Vert en 1686[réf. nécessaire].
Au premier recensement officiel fait en Martinique, en 1660, il y a 5 259 habitants, dont 2 753 Blancs, et déjà 2 644 esclaves noirs, 17 indiens Caraïbes et seulement 25 mulâtres. Vingt ans après, en 1682, la population est multipliée par trois, 14 190 habitants, avec une population de Blancs qui a fait moins que doubler, tandis que celle d'esclaves noirs est passée à 9 634, et celle d'indigènes à 61 individus. La proportion d'esclaves noirs atteint 68 % de la population totale.
Il existe, dans toutes les colonies, une très grande disproportion entre le nombre d'hommes et de femmes, de telle sorte que les hommes ont des enfants, soit avec des indigènes qui sont toujours libres, soit avec des esclaves. Les femmes blanches étant rares, et les femmes noires ayant l'espoir d'améliorer ainsi leur sort, en 1680 la Martinique recense 314 métis (soit douze fois plus qu'en 1660) et la Guadeloupe 170, contre 350 métis à la Barbade, où les esclaves sont pourtant huit fois plus nombreux mais où le métissage avait été réprimé dès l'intensification de la culture du sucre.
Pour pallier ce déficit de peuplement en femmes, Versailles fait comme avec les filles du Roi pour les autres colonies françaises d'Amérique et envoie entre 1680 et 1685 en Martinique 250 filles de France, et 165 à Saint-Domingue. Contrairement aux colonies anglaises, ce sont toujours des migrants ou des migrantes volontaires, et non des populations de déclassés et de condamnés, bannis ou relégués. Toutefois, le processus de créolisation reste très fort en raison des lois d'endogamie, et les filles de couleur restent souvent préférées aux nouvelles arrivantes qui sont considérées comme des étrangères. Le problème pour les autorités n'est pas tant celui du métissage, que celui de l'affranchissement des enfants "mulâtres". Le nouveau statut va donc inverser la coutume de France : les enfants d'une femme esclave seront esclaves, même si leur père est libre, sauf légitimation des enfants par le mariage des parents, cas fort rare. Plus tard, les mariages entre population libre et esclave seront limités.
Le Code noir ayant tranché la question du statut des métis, en 1689, quatre ans après sa promulgation, une centaine de mulâtres quittent les Îles françaises pour rejoindre la Nouvelle-France, où tous les hommes sont libres.

### La Compagnie des Indes occidentales (1664-1674) et la démographie antillaise
Colbert avait surtout privilégié aux Antilles la culture du tabac, ne nécessitant pas un grand nombre d'esclaves. Sa principale création dans le domaine colonial, la Compagnie des Indes occidentales de 1664, fut en fait suivie par dix ans de baisse du nombre d'esclaves en Martinique:
| 1640  | 1660  | 1664  | 1673  | 1680  | 1682  | 1683  | 1686   | 1687   | 1696   | 1700   |
| 1 000 | 3 000 | 2 700 | 2 400 | 4 900 | 8 216 | 9 554 | 10 733 | 11 215 | 15 000 | 15 073 |

La même diminution du nombre d'esclaves, après 1664, a été constatée en Guadeloupe, où les planteurs se plaignirent de la Compagnie des Indes occidentales de Colbert. Leur nombre augmente très fortement ensuite dans les années 1680, après la dissolution de la Compagnie des Indes occidentales.
| 1656  | 1664  | 1671  | 1680  | 1683  | 1687  | 1700  | 1710  |
| 3 000 | 6 323 | 4 627 | 2 950 | 4 109 | 4 982 | 6 587 | 9 706 |

### Culture de la canne à sucre, chute du taux de fécondité des esclaves et recours au métissage
Le Code noir est édicté dans la foulée d'un durcissement de l'esclavage, après la création de la Compagnie royale d'Afrique anglaise en 1672 et de la Compagnie du Sénégal française en 1673, pour approvisionner en esclaves la très rentable culture du sucre (venant de la canne à sucre).
Ces nouvelles compagnies firent baisser le coût de la traversée. Leur arrivée sur les côtes d'Afrique fit augmenter brutalement le prix des esclaves, stimulant les guerres tribales africaines. L'esclavage prit une dimension industrielle, spécialement en Martinique, où subsistaient auparavant nombre de petites plantations de tabac n'employant que quelques esclaves. Le métissage y était toléré mais restait rare.
L'île se mit à rattraper son « retard » économique par la multiplication des « habitations » ou plantations comptant plus de cent esclaves. Avoir au moins cent hommes à son service sur son « habitation » permit d'en faire un fief avec titre de noblesse. La culture du sucre remplaça celle du tabac. La rentabilité y est poussée au maximum. Le traitement inhumain de la main-d'œuvre fit chuter le taux de fécondité. Pour les esclaves, le seul moyen d'avoir une progéniture libre, promise à une existence supportable, est d'avoir des relations sexuelles avec des blancs (pas forcément les plus riches), d'où une augmentation rapide du nombre de métis.
Les grands planteurs compensèrent la faible espérance de vie de leurs esclaves et leur faible fécondité, par l'achat de quantités toujours plus importantes de travailleurs sur les côtes d'Afrique. Ce qui signifie qu'à chaque période où cet approvisionnement fut freiné ou interrompu, par exemple lors de la guerre de la Ligue d'Augsbourg, le nombre d'esclaves vivant aux Antilles stagna ou déclina.

## L'élaboration du Code noir

### Les buts du Code noir

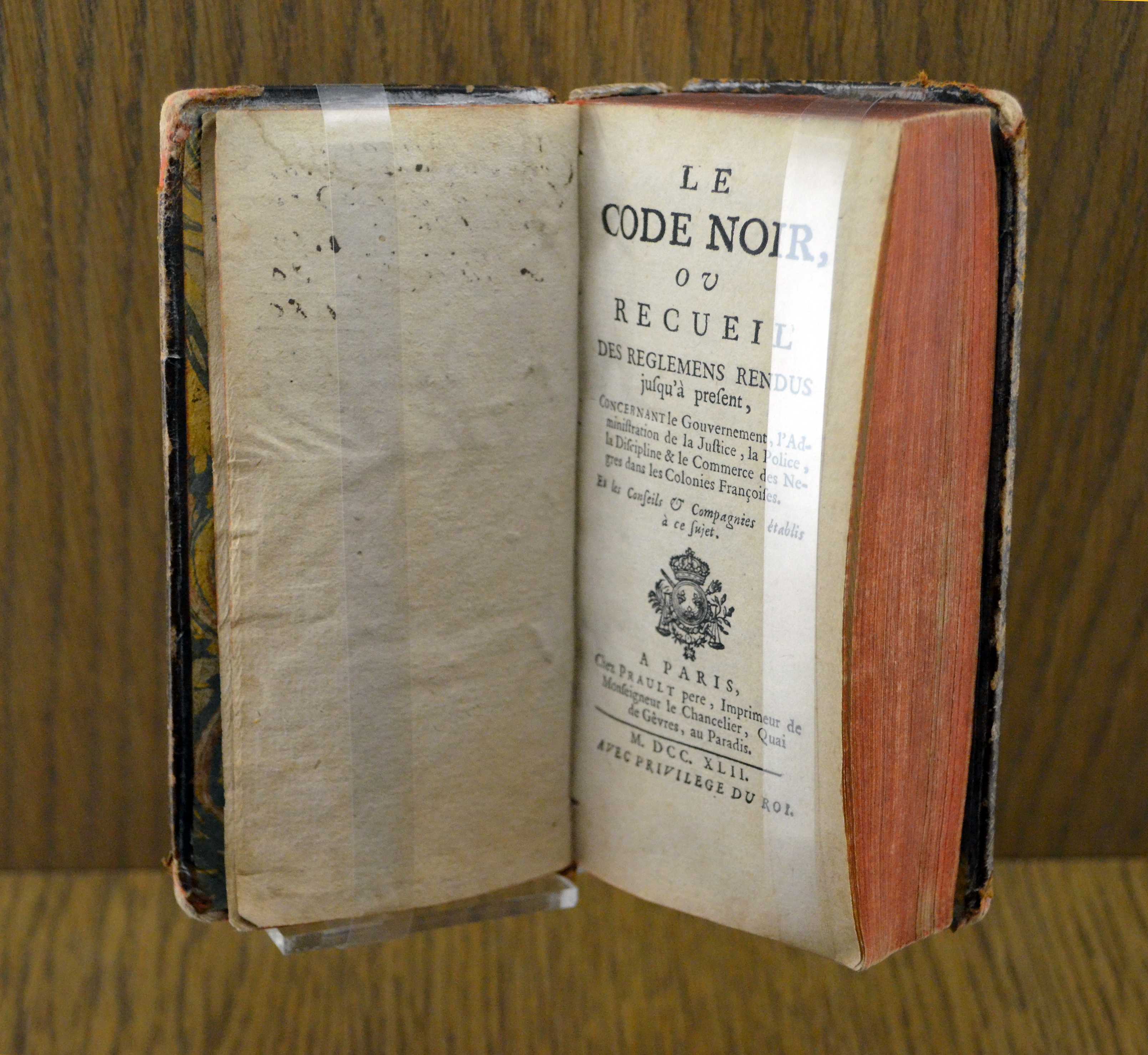
Exemplaire du Code noir édité en 1742, musée d'histoire de Nantes.

Dans un livre controversé d'analyse sur le Code noir de 1987, le spécialiste de la philosophie du droit Louis Sala-Molins affirme qu'il sert un double objectif : réaffirmer « la souveraineté de l'État dans les terres lointaines » et favoriser la culture de la canne à sucre. « En ce sens, le Code noir table sur une possible hégémonie sucrière de la France en Europe. Pour atteindre ce but, il faut prioritairement conditionner l'outil esclave ».
En matière religieuse, l'ordonnance de 1685 exclut tout ce qui n’est pas catholique et prévoit le baptême, l'instruction religieuse et les mêmes pratiques et sacrements religieux pour les esclaves que pour les hommes libres. De ce fait, les esclaves ont droit au repos du dimanche et des fêtes, la possibilité de se marier solennellement à l'église et d'être enterrés dans les cimetières.
Il donne une garantie de moralité à la noblesse catholique arrivée en Martinique entre 1673 et 1685[réf. nécessaire] : chevalier Charles François d'Angennes, marquis de Maintenon, son neveu Jean-Jacques Mithon de Senneville, l'intendant Jean-Baptiste Patoulet, Charles de Courbon, comte de Blénac, le capitaine de milice Antoine Cornette, ou Nicolas de Gabaret.

### Origines juridiques et législations proches

#### Colonies anglaises
Dans les colonies anglaises, le décret de 1636 sur l'esclavage à vie à la Barbade fut pris par le gouverneur Henry Hawley, de retour d'Angleterre après avoir confié la colonie à son sous-gouverneur Richard Peers. En 1661, le Code des Barbades reprend et développe ce décret de 1636. Un texte proche, la loi virginienne de 1662 sur l'esclavage est édicté au même moment en Virginie, gouvernée par William Berkeley sous le règne de Charles II. La loi de 1661 édicte qu'une esclave ne peut avoir que des enfants esclaves. Elle prévoit que les mauvais traitements contre un esclave sont justifiés dans certains cas. Elle traduit dans la loi la contestation de la jurisprudence Elizabeth Key par l'aristocratie blanche, concernant les naissances métisses.

#### Colonies françaises
Contrairement à ce qu'ont affirmé plusieurs théoriciens du droit comme Leonard Oppenheim, Alan Watson ou Hans W. Baade, ce n'est pas la législation sur les esclaves du droit romain qui a servi de source d'inspiration, mais un recueil et codification des usages, décisions et règlements ayant cours à l'époque dans les Antilles, selon Vernon Valentine Palmer, qui a décrit le long processus décisionnel menant à l'Édit de 1685. Le processus dure quatre ans, avec brouillon, rapport préliminaire et projet de 52 articles, ainsi que les instructions du roi, document conservés dans les archives publiques françaises
Le roi décide en 1681 la création d'un statut pour les populations noires des Îles d'Amériques, puis charge Colbert de s'en occuper. Colbert donne alors mission à l'intendant de la Martinique, Jean-Baptiste Patoulet, remplacé en juillet 1682 par Michel Bégon, et au gouverneur général des Antilles Charles de Courbon, comte de Blenac (1622-1696).
Le Mémoire du roi à son intendant, qu'on peut supposer être de Colbert, daté du 30 avril 1681, expose l'utilité de préparer une ordonnance spéciale pour les Antilles.
L'étude, qui incluait certains usages coutumiers vernaculaires, les décisions et la jurisprudence du Conseil souverain, avec plusieurs arrêts du Conseil du roi, a été confrontée et discutée avec les membres du Conseil souverain. Une fois terminé, le projet a été envoyé à la chancellerie qui en a conservé l'essentiel, se contentant de renforcer ou d'alléger certaines dispositions pour les rendre mieux compatibles avec le reste du droit et des institutions communes.
À cette époque, il existait deux statuts de droit commun en vigueur à la Martinique : celui des Français d'origine qui était la Coutume de Paris, et celui des étrangers, sans parler des statuts particuliers pour les soldats, les nobles, ou les religieux. Ces statuts étaient complétés par l’édit du 28 mai 1664 portant établissement de la Compagnie des Indes occidentales à laquelle les îles d'Amérique étaient inféodées ou concédées. Elle succédait à la Compagnie de Saint-Christophe (1626-1635) avec le même objet, puis à la Compagnie des îles d'Amérique (1635-1664). Les populations autochtones, connues sous le nom d'Indiens caraïbes, s'étaient vues reconnaître la naturalité française avec les mêmes droits et honneurs que les Français d'origine, dès leur baptême dans la religion catholique. Il était interdit de les mettre en esclavage et de les vendre comme esclaves. Deux sources de peuplements étaient prévues : celui des populations naturelles et les Français d'origine. L'Édit de 1664 ne prévoit pas non plus d'esclaves, ni d'importation d'une population noire. La Compagnie française des Indes occidentales ayant fait faillite en 1674, ses activités commerciales sont transférées à la Compagnie du Sénégal, tandis que les territoires des Îles reviennent au Domaine de la Couronne. Des arrêts du Conseil souverain de la Martinique pallient le vide juridique concernant les populations esclaves: en 1652, il rappelle que l'interdiction de faire travailler les domestiques le dimanche s'applique aussi aux esclaves ; en 1664, il exige qu'ils soient baptisés et tenus au catéchisme.
L’édit de 1685 entérine des pratiques esclavagistes contraires à la législation du royaume de France et au droit canon. En effet, une « ordonnance portant affranchissement des serfs du domaine du Roi, moyennant finance », avait été prise le 11 juillet 1315 par Louis X le Hutin mais avec un effet mitigé (négligence de contrôle des officiers du roi et/ou serfs ne possédant pas un pécule suffisant pour payer leur liberté), des formes de servitudes ont existé jusqu'à l'édit portant suppression du droit de main-morte et de la servitude dans les domaines du roi du 8 août 1779 donné par Louis XVI, d'une part c'était dans certaines régions rattachées tardivement au royaume de France, d'autre part il ne s'agissait pas de servitude personnelle, mais de servitude réelle ou de mainmorte, c'est-à-dire de l'impossibilité pour le tenancier de vendre ou de léguer sa censive, comme s'il n'était que locataire, et le droit de suite pour le seigneur de la récupérer dans sa succession ou auprès d'un acheteur.

### La commande du roi, transmise par Colbert, ne vise que la Martinique
Malade dès 1681, Colbert meurt en 1683, moins de deux ans après avoir transmis la demande du roi aux deux intendants qui se sont succédé à la Martinique, Jean-Baptiste Patoulet, puis Michel Bégon. C'est son fils, le marquis de Seignelay, qui a signé l'ordonnance en 1685, deux ans après sa mort.
À la demande du roi, le travail des deux rapporteurs s'est centré sur la Martinique, où plusieurs nobles de l'entourage royal ont reçu des terres, et où l'intendant Jean-Baptiste Patoulet conseille à Louis XIV d'anoblir les planteurs détenant plus de cent esclaves. Les personnalités auditionnées sont toutes martiniquaises. Personne n'est interrogé en Guadeloupe, où les métis et les grands planteurs sont moins nombreux.
La première lettre de Colbert à l'intendant Jean-Baptiste Patoulet et au gouverneur général des Antilles Charles de Courbon, comte de Blénac est rédigée ainsi :

« sa Majesté estime nécessaire de régler par une déclaration tout ce qui concerne les nègres dans les isles, tant pour la punition de leurs crimes que pour tout ce qui peut regarder la justice qui leur doit être rendue, et c'est pour cela qu'il faut que vous fassiez un mémoire le plus exact et le plus étendu qu'il sera possible, qui comprenne tous les cas qui peuvent avoir rapport aux dits nègres en quelque manières que ce puisse être qui mériteraient d'être réglés par un ordre et vous devez bien connaître l'usage observé jusqu'à présent dans les isles et votre avis sur ce qui devrait être observé à l'avenir,. »

### Les mémoires qui ont inspiré le Code noir
Le premier mémoire, daté du 20 mai 1682, est signé par l'intendant Jean-Baptiste Patoulet, et approuvé par Charles de Courbon, comte de Blénac. Le deuxième, daté du 13 février 1683 est signé par son successeur, l'intendant Michel Bégon. Le texte intégral des deux mémoires figure aux archives nationales. Le rédacteur de 1685 va bien sûr choisir le deuxième texte, et même le remanier.
La question des enfants nés de parents libres et esclaves est longuement évoquée dans les deux mémoires. Comme l'exige le roi, ils étudient les usages et jurisprudences en cours :
- en Martinique les premières décisions de 1673 tendaient à rattacher les enfants métis au statut d'esclave de leur mère, mais sans trancher clairement ;
- en Guadeloupe, un arrêt du conseil des planteurs de 1680 stipula que tous les enfants de négresses seront nés esclaves. Cet arrêt s'explique par un développement plus tôt de l'esclavage en Guadeloupe qu'en Martinique, dans les années 1650. Il contribue ensuite à ce que la Guadeloupe compte deux fois moins de métis que la Martinique en 1685 ;
- consulté, pour son mémoire, sur le cas des femmes noires qui se font faire des enfants par leurs maîtres pour avoir une progéniture libre, Charles de Courbon, comte de Blénac et gouverneur de la Martinique répond très clairement : « L'usage de la Martinique est que les mulâtres soient libres après avoir atteint l'âge de 20 ans et les mulâtresses après avoir atteint l'âge de 15 ans[67]. »

Résultat, on recense déjà 314 mulâtres en Martinique en 1680, mais seulement 170 en Guadeloupe alors qu'ils ne sont que 350 à la Barbade, où la population d'esclaves est pourtant huit fois plus nombreuse, mais où la loi anglaise fixe un cadre restrictif depuis 1662.
Le code noir entérinera cette évolution juridique vers la restriction. Les deux mémoires, rédigés l'un comme l'autre par les hauts fonctionnaires responsables de la Martinique, conservent le principe général en vigueur dans toutes les coutumes de France : l'enfant légitime, ou reconnu tel, suit la condition de son père, et l'enfant naturel celle de sa mère.
Les deux mémoires ajoutent cependant le même point : la possibilité pour l'enfant non reconnu dont le père est présumé libre, d'obtenir aussi son affranchissement, avec un acte particulier.
Mais cette disposition, fondamentale, ne sera pas retenue dans le texte final. Dans d'autres domaines, le code noir est encore plus restrictif que certaines pratiques existantes, en abrogeant par exemple le recours à des jardins potagers pour les esclaves, jusqu'ici tolérés[réf. nécessaire].

## Postérité du code

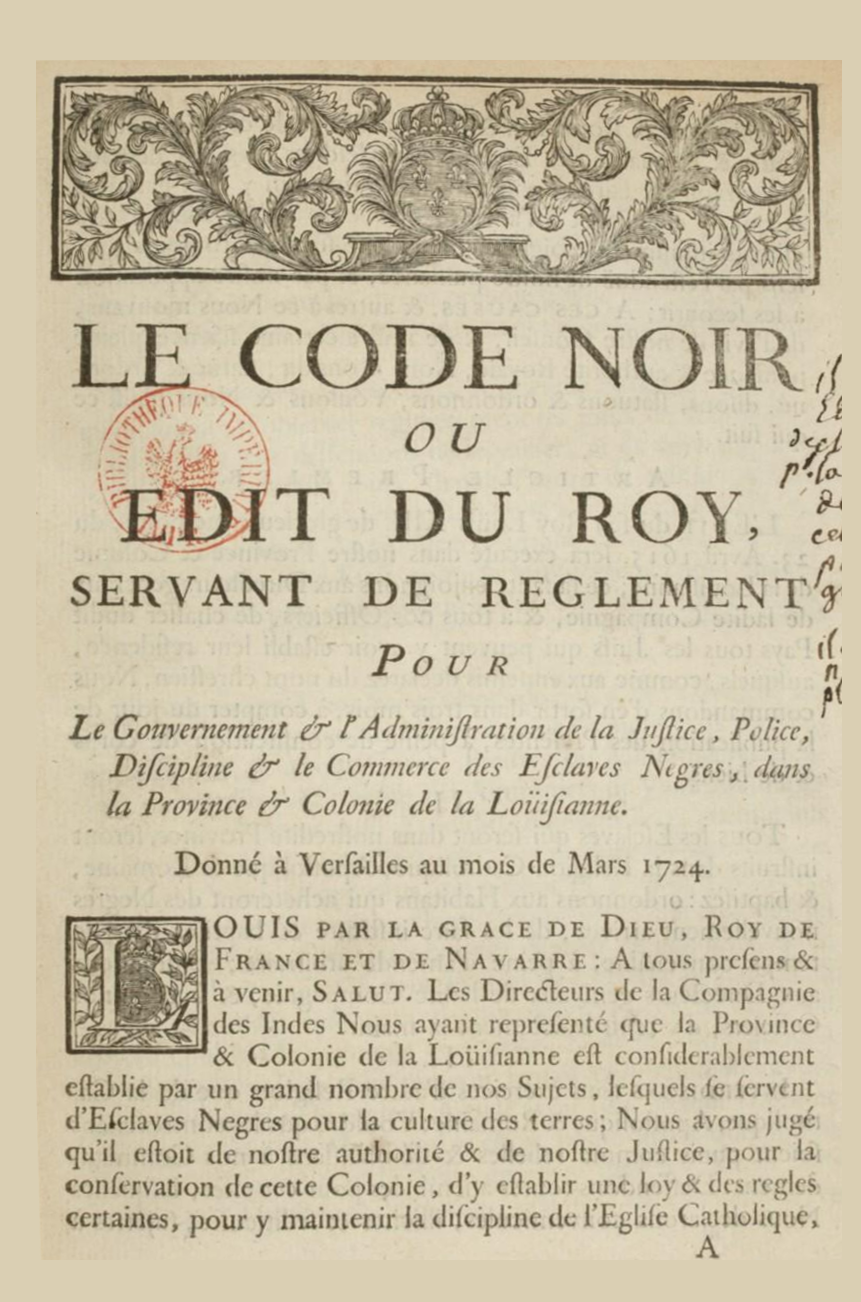
Louis XV, roi de France (1710-1774).- Le Code noir, ou Édit du Roi, servant de règlement pour le gouvernement et l'administration de la justice, police, discipline et le commerce des esclaves nègres dans la province et colonie de la Loüisianne.

### Jugements sur le code
À la fin du XXe siècle, dans son livre d'analyse sur le Code noir et ses applications, publié en 1987, le philosophe Louis Sala-Molins, professeur émérite de philosophie politique à Paris-I, estime que le Code noir est « le texte juridique le plus monstrueux qu'aient produit les Temps modernes ». Selon lui, le Code noir sert un double objectif : à la fois réaffirmer « la souveraineté de l'État dans les terres lointaines » et créer des conditions favorables au commerce de la canne à sucre. « En ce sens, le Code noir table sur une possible hégémonie sucrière de la France en Europe. Pour atteindre ce but, il faut prioritairement conditionner l'outil esclave ».
Les thèses de Sala-Molins ont été critiquées par des historiens qui lui reprochent de manquer entièrement de rigueur, et d'avoir une lecture partielle du Code noir.
Toutefois, la teneur exacte de l'édit de 1685 reste incertaine, car d'une part l'original n'a pas été conservé dans les Archives nationales, et d'autre part il existe des variantes parfois importantes entre les différentes versions anciennes. Il faut donc les comparer et savoir quelle était la version applicable et appliquée dans chaque colonie et dans chaque cas, afin de pouvoir mesurer le degré d'effectivité du Code noir dans la réalité.
Diderot, dans un passage de l'Histoire des deux Indes, dénonce l'esclavage et conclut en imaginant une révolte généralisée des esclaves, sous la conduite d'un chef charismatique, aboutissant à un renversement complet de l'ordre établi : « Partout on bénira le nom du héros qui aura rétabli les droits de l’espèce humaine, partout on érigera des trophées à sa gloire. Alors disparaîtra le code noir ; et que le code blanc sera terrible, si le vainqueur ne consulte que le droit de représailles ! »
Bernardin de Saint Pierre qui séjourne à l'Ile de France de 1768 à 1770, met en relief le décalage qui existe entre la législation et son application.
Jean Ehrard voit dans ce code une mesure typiquement colbertiste de réglementation d’un phénomène, l’esclavage, qui s’était diffusé dans les colonies avant que le pouvoir royal n'ait donné un cadre législatif. Il fait remarquer qu'à la même époque, on trouve des dispositions équivalentes à celles du Code noir, pour des catégories comme les marins, les soldats, ou les vagabonds. Les colons s’opposèrent d'ailleurs au Code noir, parce qu'ils étaient désormais censés fournir aux esclaves des moyens de subsistance, que normalement ils ne leur garantissaient pas.

### Polémiques mémorielles
Lors de la parution de son ouvrage Le Code noir. Idées reçues sur un texte symbolique en 2015, l'historien Jean-François Niort est attaqué par des petits groupes politiques « patriotiques » guadeloupéens. Accusé de « discrimination raciale » et de négationnisme par quelques membres de la mouvance indépendantiste qui le menacent d'expulsion, il est soutenu notamment par la communauté des historiens qui dénoncent les intimidations verbales ou physiques adressées aux historiens spécialistes de l'histoire du fait colonial de cette région.
Une controverse oppose dans les colonnes du journal Le Monde le philosophe Louis Sala-Molins et l'historien Jean-François Niort : si le premier reproche au second de décrire le Code noir comme une « médiation entre le maître et l’esclave », le second objecte qu'observer que si le Code forme une « interposition de la loi royale entre le maître et l’esclave » c'est abusivement que l'on attribue qu'il soit une  « bonne chose » ou un « bienfait », Jean-François Niort rappelant qu'en mai 2015 il appelait avec Marcel Dorigny à reconnaitre le Code Noir comme crime contre l'humanité.

### Question de l'abrogation du Code noir
Le 13 mai 2025, à la suite d'une interpellation du député Laurent Panifous (groupe LIOT) à l'Assemblée nationale, le Premier ministre, François Bayrou, prend l’engagement, au nom du gouvernement, de présenter un texte devant acter officiellement l’abolition du Code noir. 
L'abrogation du Code noir n'a jamais été formellement décidée, et même si d'autres décisions ont rendu ce texte sans objet, il paraît d'autant plus déplacé de le conserver de jure. Cependant, l'historien Jean-François Niort relativise l'utilité de l'engagement gouvernemental, notant que le décret d'abolition du 27 avril 1848 se trouve repris dans la Constitution de la Deuxième République, puis que l'abolition est confirmée par le sénatus-consulte du 3 mai 1854, ce qui rend selon lui une troisième abrogation peu signifiante, alors même que le positionnement du Gouvernement est attendu sur la question des réparations pour esclavage.

### Archives
- Louis XIV, Louis XV, Philippe d'Orléans et royaume de France, Le Code Noir ou Édit du Roi. Donné à Versailles au mois de Mars 1685 : Servant de règlement pour le Gouvernement & l'Administration de Justice & la Police des Îles Françoise de l'Amérique, & pour la Discipline & le Commerce des Nègres & Esclaves dans ledit Pays. et Avec l'Édit du mois d'Août 1685 portant établissement d'un Conseil Souverain et de quatre Sièges Royaux dans la Côte de l'Île de S. Domingue. A Paris. Chez la Veuve Saugrain, à l'entrée du Quay de Gèvres, du côté du Pont au change, au Paradis, M. DCCXVIII (1718), Versailles, 1718 (OCLC 30899961, BNF 33824222, lire en ligne).

### Vidéos
- 2016 - herodote.net, André Larané et Frédéric Régent, « Le Code Noir. Louis XIV réaffirme son autorité sur les colons et leurs esclaves », Herodote.net,‎ 3 mai 2016 (ISSN 2268-9354, BNF 43658090).. visionner